# 29146 McHone
29146 McHone (1988 FN) là một tiểu hành tinh vành đai chính được phát hiện ngày 17 tháng 3 năm 1988 bởi C. S. Shoemaker và E. M. Shoemaker ở Palomar.